# NGC 7573
NGC 7573 (również PGC 70893) – galaktyka spiralna z poprzeczką (SBc), znajdująca się w gwiazdozbiorze Wodnika. Odkrył ją w 1886 roku Frank Muller.